# Tridacna maxima
Tridacna maxima es una especie de molusco bivalvo de la familia Cardiidae. 
Pertenece a las denominadas comúnmente almejas gigantes, siendo la especie del género más común y más ampliamente distribuida.

## Morfología
Puede llegar a tener una longitud de 40 cm.  Se caracterizan, como todas las especies de su género, por presentar entre 4 a 5 ondulaciones, o proyecciones de forma triangular, en su concha; y, en su caso, por disponer de un sifón inhalante con tentáculo; el manto puede ser de color marrón, azul, púrpura o verde, con muchos puntos iridiscentes de color azul, púrpura o verde, especialmente hacia los extremos del manto.[cita requerida]

## Alimentación
Esta almeja convive en simbiosis con algas unicelulares llamadas zooxantelas; las algas realizan la fotosíntesis produciendo oxígeno y azúcares que son aprovechados por la almeja y se alimentan de los catabolitos de la  misma, especialmente carbono; esto les proporciona entre el 75 y el 90% de sus necesidades alimenticias; el resto lo obtienen atrapando plancton microscópico y materia orgánica disuelta en el agua, mediante sus branquias, o ctenidia, por este motivo necesitan imperiosamente la luz.[cita requerida]

## Reproducción
La especie alcanza la madurez sexual entre los 2 o tres años. Son animales protándricos, que nacen todos machos, pero después del año se convierten en hermafroditas simultáneos. La fertilización es externa, expulsan primero el esperma y después los huevos, para evitar la autofertilización.  Los huevos fertilizados entran rápidamente en un estado larvario nadador, y se denominan trocóforas. Posteriormente evolucionan a un estado planctónico en el que las larvas, conocidas como velígeras, habitan el océano abierto durante una semana, antes de fijarse en el sustrato. Al siguiente día del asentamiento, se completa la metamorfosis a su forma definitiva; y a los veinte días, las Tridacnas juveniles comienzan a adquirir zooxantelas en los tejidos de su manto, lo que incrementa notablemente su desarrollo y crecimiento.

## Hábitat y distribución
Ampliamente distribuida en el océano Indo-Pacífico, desde la costa este africana, incluido Madagascar y el mar Rojo, hasta la Polinesia, y desde Japón, al norte, hasta Nueva Gales del Sur. Es especie nativa de Australia, Arabia Saudí, Birmania, China; Islas Cook, Egipto, Filipinas, Fiyi, Guam, India (Andaman Is., Laccadive Is.), Indonesia, Japón, Kenia, Kiribati, Madagascar, Malasia, Maldivas, Islas Marshall, Mauricio, Micronesia, Mozambique, Nueva Caledonia, Islas Marianas del Norte, Palaos, Papúa Nueva Guinea,  Pitcairn, Polinesia, Samoa, Seychelles, Singapur, Islas Salomón, Sudáfrica, Sri Lanka, Taiwán, Tailandia, Tokelau, Tonga, Tuvalu, Vanuatu y Vietnam. Extinta en Hong Kong.
Suelen habitar en aguas soleadas, embebidas en fondos arenosos o masas coralinas de arrecifes. Su rango de profundidad es de 0 a 28 m, y el rango de temperatura entre 24.61 y 28.89 °C.

## Galería

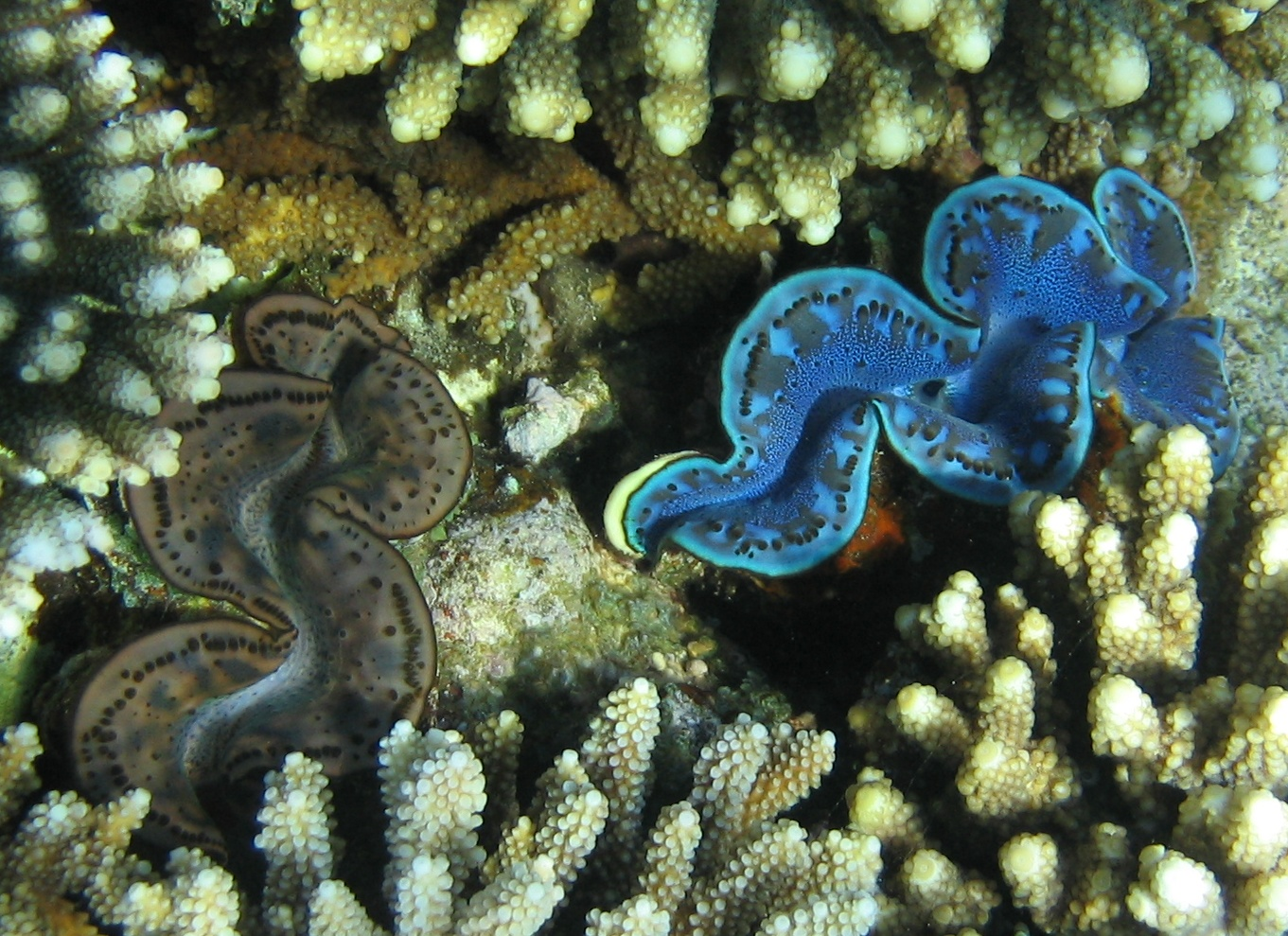
Dos T. máxima de diferente coloración.
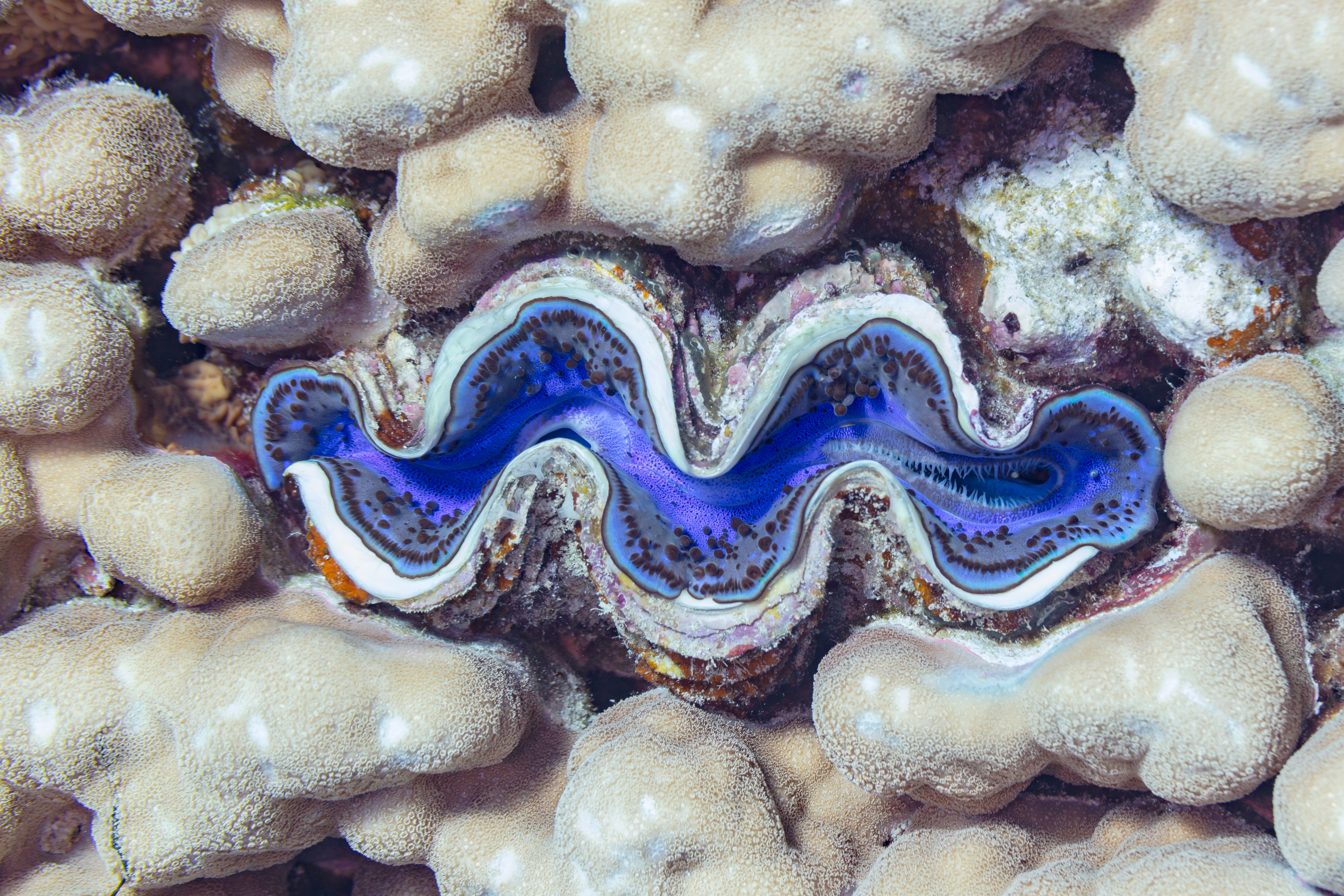
Embebida en masa coralina.
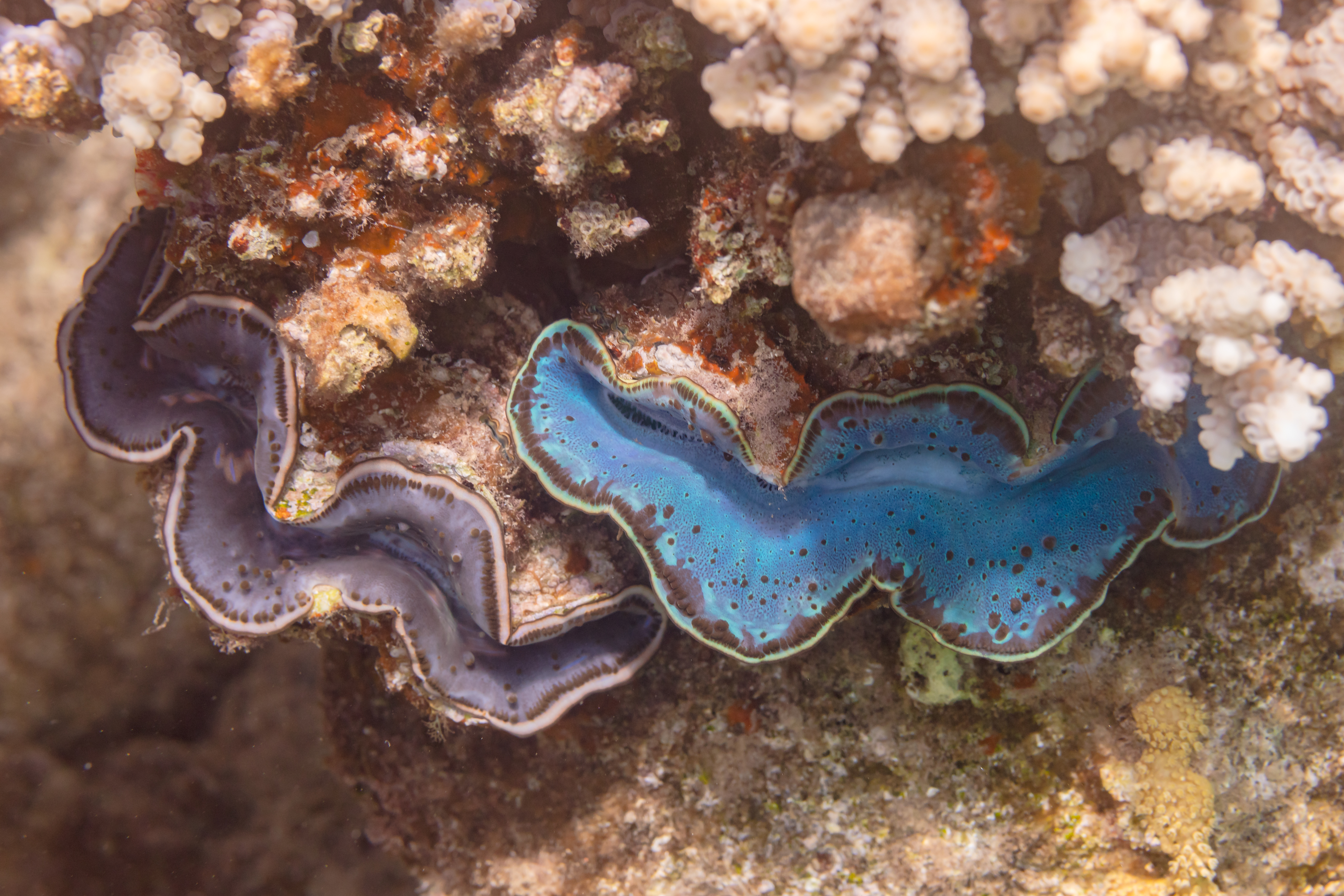
Pareja.
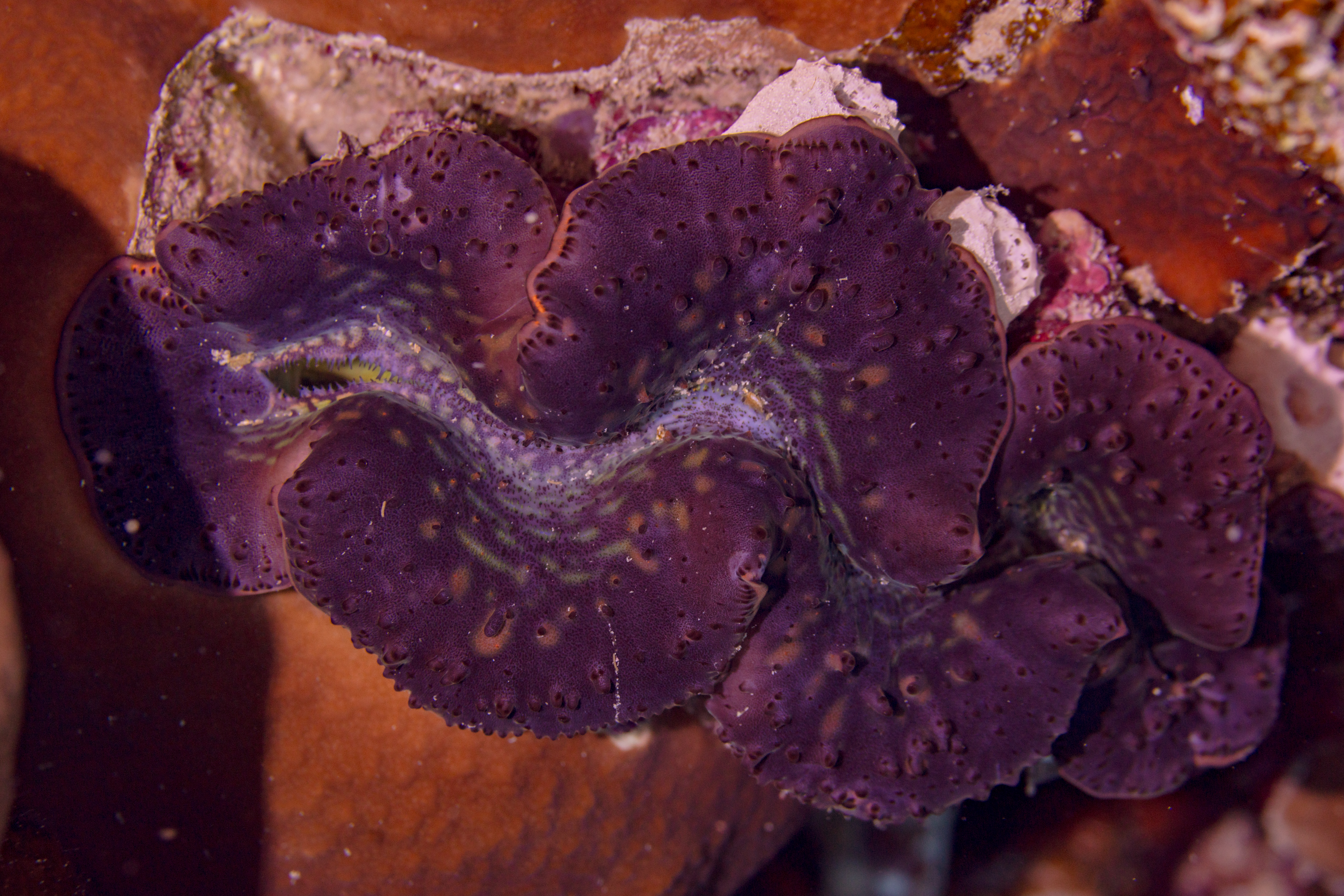
Ejemplar abierto.
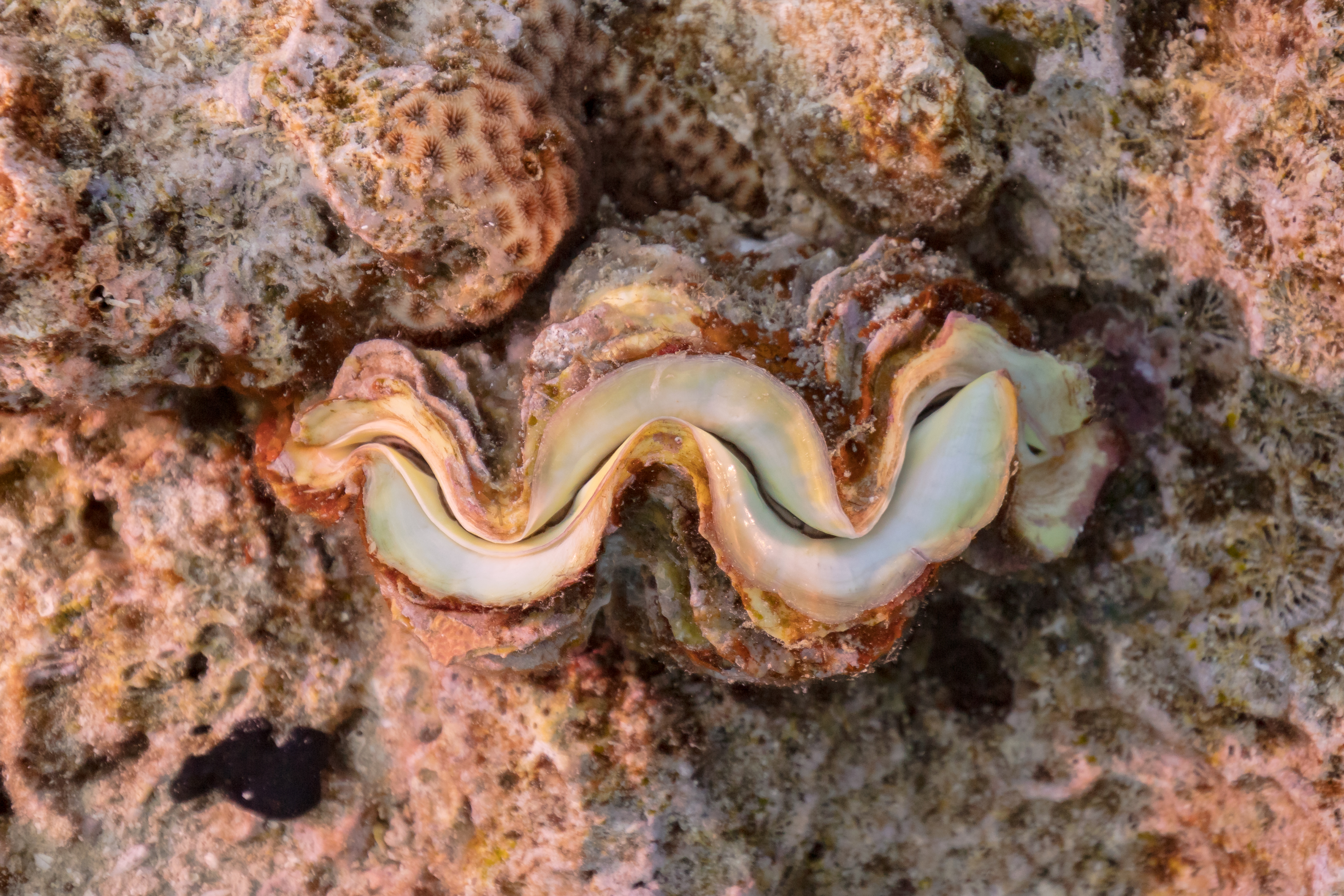
Ejemplar cerrado.
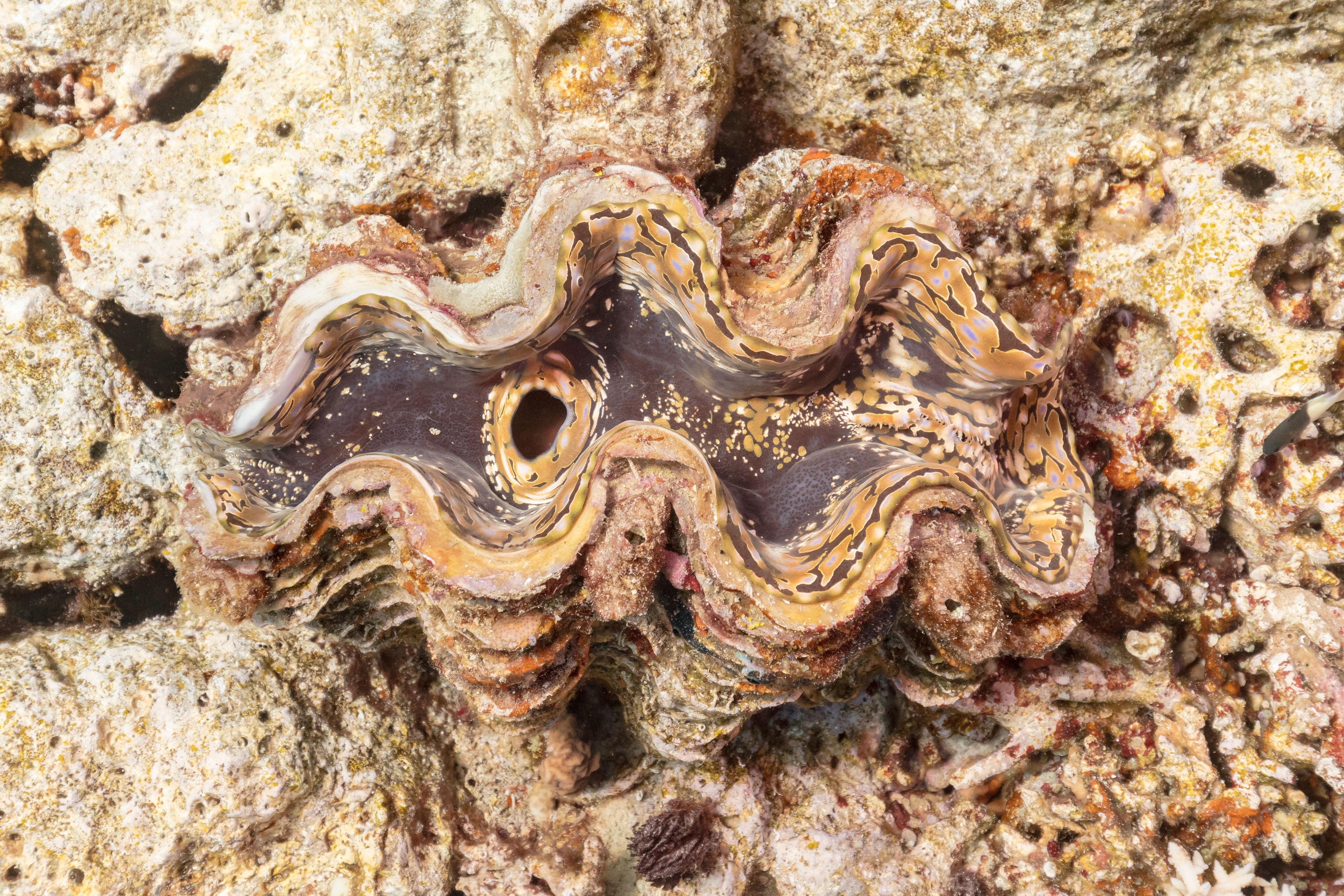
Ejemplar en el mar Rojo.
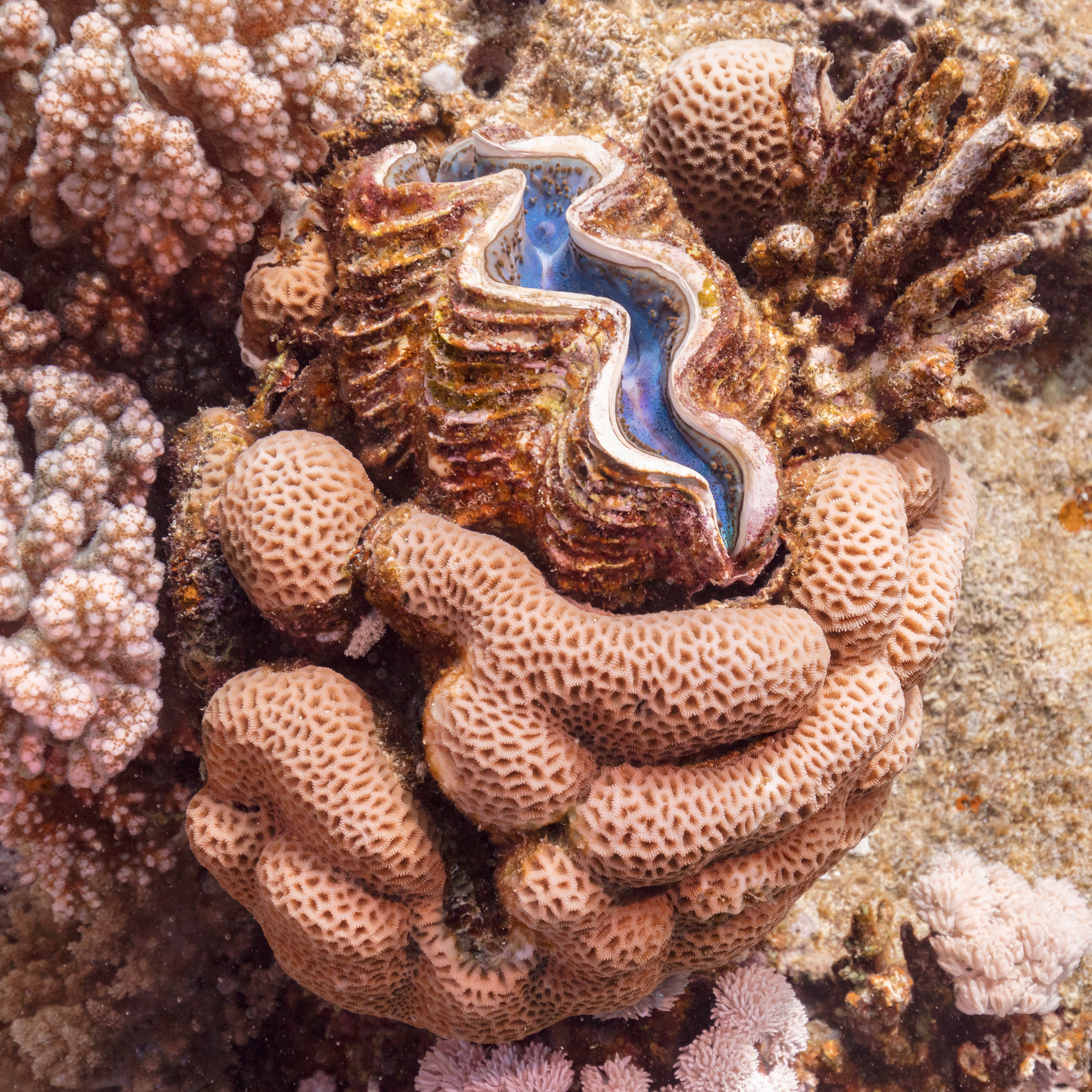
En un coral cerebro.
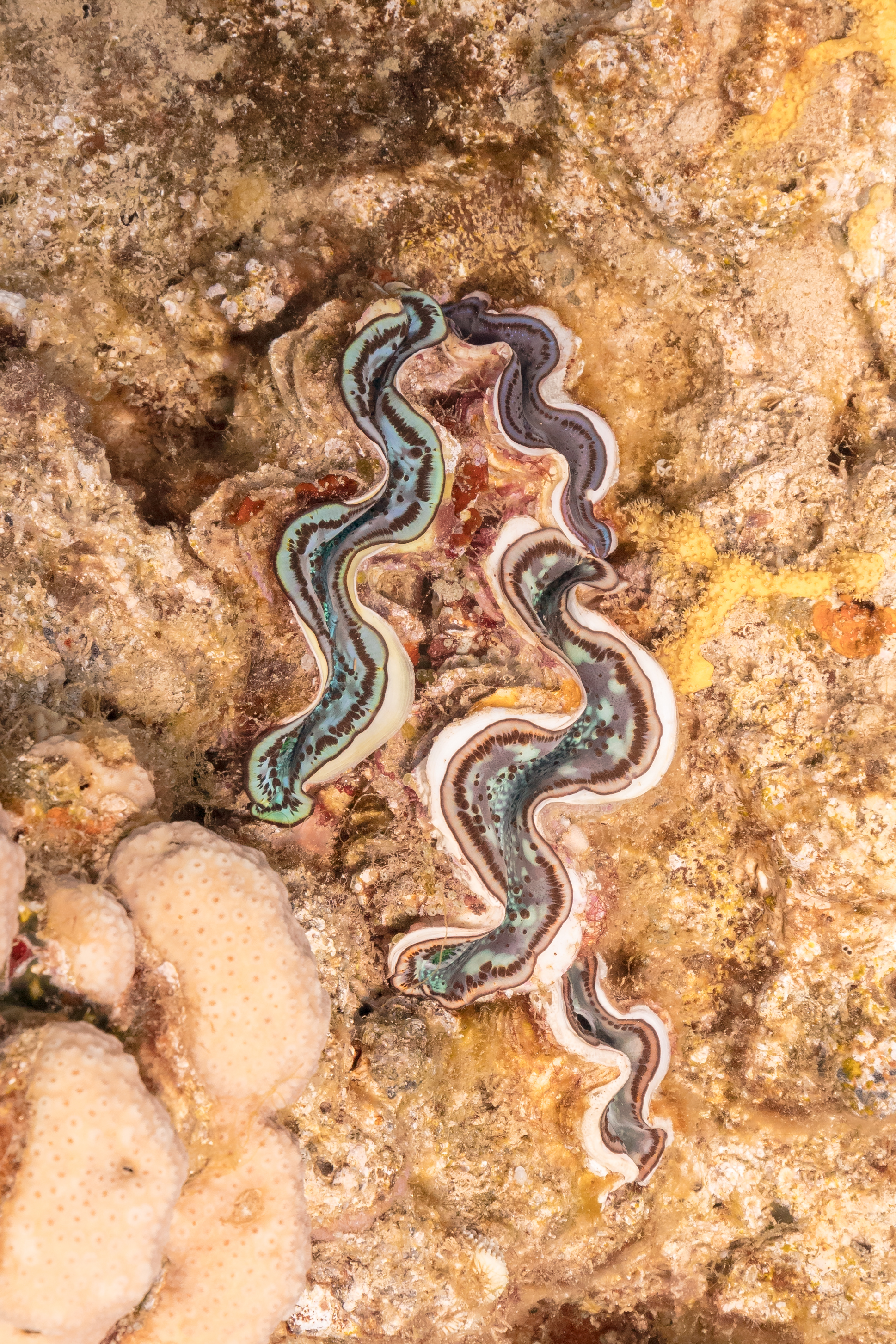
Varios ejemplares.